# Laccoporus viator
Laccoporus viator är en skalbaggsart som beskrevs av J. Balfour-browne 1939. Laccoporus viator ingår i släktet Laccoporus och familjen dykare. Inga underarter finns listade i Catalogue of Life.